# Live'r Than You'll Ever Be
Live'r Than You'll Ever Be est un album pirate des Rolling Stones sorti en 1969.
Enregistré lors d'un concert donné par le groupe à Oakland le 9 novembre 1969, il s'agit d'un des tout premiers bootlegs de l'histoire du rock, sorti cinq mois après le Great White Wonder de Bob Dylan, mais deux mois avant le Kum Back des Beatles. Son succès serait à l'origine de la parution de l'album officiel Get Yer Ya-Yas Out! The Rolling Stones in Concert, enregistré lors d'un autre concert de la tournée américaine de 1969 (en).

## Histoire

### Enregistrement et parution
Dans le cadre de leur tournée américaine (en) de l'automne 1969, qui marque leur retour aux États-Unis pour la première fois depuis juillet 1966, les Rolling Stones donnent deux concerts dans la soirée du 9 novembre au Oakland–Alameda County Coliseum Arena d'Oakland, en Californie. Le deuxième concert est enregistré par « Dub » Taylor, l'un des fondateurs du label Trademark of Quality (en), à l'aide d'un microphone canon Sennheiser et d'un magnétophone Report 4000 de marque Uher (en). Le son est d'une qualité remarquable pour un enregistrement réalisé depuis le public à cette époque, au point que certains croient qu'il a été réalisé en cachette par le groupe. D'après Stephen Davis, il proviendrait en réalité de l'équipe du promoteur Bill Graham, qui le diffuse sur la station de radio KSAN avant de le publier sur le label Lurch Records au début de 1970.
Live'r than You'll Ever Be commence à circuler un mois environ après le concert. Il s'agit du premier enregistrement pirate d'un concert à être masterisé et commercialisé, ce qui lui vaut d'être parfois considéré comme le tout premier bootleg live. Son succès considérable est parfois considéré comme l'une des raisons ayant poussé les Rolling Stones à publier un enregistrement officiel de cette tournée, Get Yer Ya-Ya's Out!, en septembre 1970.
Le concert a été réédité par plusieurs labels pirates après son édition originale chez Lurch Records, parmi lesquels Trademark of Quality, The Swingin' Pig Records (en) et Sister Morphine. La version éditée par Swingin' Pig remplace Jumpin' Jack Flash et Under My Thumb par d'autres chansons tirées des concerts à San Diego et New York, et tente d'améliorer la qualité sonore de l'album à l'aide de de-clicking, deux choix controversés.

### Accueil et influence
Le journaliste Greil Marcus rédige une critique positive de Live'r Than You'll Ever Be dans le Rolling Stone du 7 février 1970. Sa qualité sonore l'impressionne tellement qu'il se demande s'il n'aurait pas été enregistré depuis la scène par un membre de l'équipe technique des Roling Stones. Il le décrit comme « le disque le plus excitant musicalement » qu'il ait entendu de l'année et le considère comme aussi bon, voire meilleur, que Let It Bleed, le dernier album studio du groupe en date. La même année, le réalisateur allemand Wim Wenders y voit le meilleur album des Rolling Stones. Comparé à Get Yer Ya-Ya's Out! et ses nombreux overdubs, Live'r Than You'll Ever Be est considéré comme un témoignage plus authentique d'un concert des Rolling Stones à l'époque. Sa spontanéité explique, selon Richie Unterberger (en), sa popularité durable auprès des fans du groupe.
D'après le label Trademark of Quality, le disque se serait écoulé à 250 000 exemplaires avant novembre 1970, dont 150 000 manufacturés par d'autres pirates. S'il n'apparaît pas dans les hits-parades établis par Billboard, il figure dans une liste des albums pirates les plus vendus que publie le magazine en 1971, avec des estimations de ventes dépassant les 100 000 exemplaires.
Sa pochette, entièrement blanche avec le titre tamponné dessus, aurait inspiré celle de Live at Leeds, album en concert officiel des Who sorti en 1970.

## Fiche technique

### Titres
Le contenu de l'album varie selon les versions. Le disque original édité par Lurch Records comprend les dix chansons suivantes.
Toutes les chansons sont écrites et composées par Mick Jagger et Keith Richards, sauf mention contraire.
| 1. | Carol                  | Chuck Berry | 3:44 |
| 2. | Gimme Shelter          |             | 4:18 |
| 3. | Sympathy for the Devil |             | 6:23 |
| 4. | I'm Free               |             | 5:07 |
| 5. | Live with Me           |             | 3:33 |

| 6.  | Love in Vain        | Robert Johnson | 5:24 |
| 7.  | Midnight Rambler    |                | 7:40 |
| 8.  | Little Queenie      | Chuck Berry    | 4:13 |
| 9.  | Honky Tonk Women    |                | 4:04 |
| 10. | Street Fighting Man |                | 4:10 |

### Musiciens
- Mick Jagger : chant, harmonica
- Keith Richards : guitare solo, guitare rythmique, chœurs
- Mick Taylor : guitare solo, guitare rythmique, guitare slide
- Bill Wyman : basse
- Charlie Watts : batterie, percussions